# 訃報 1994年9月
訃報 1994年9月（ふほう 1994ねん9がつ）では、1994年（平成6年）9月中に物故した、又は物故が報じられた人物についてまとめる。

## （1日 - 15日）

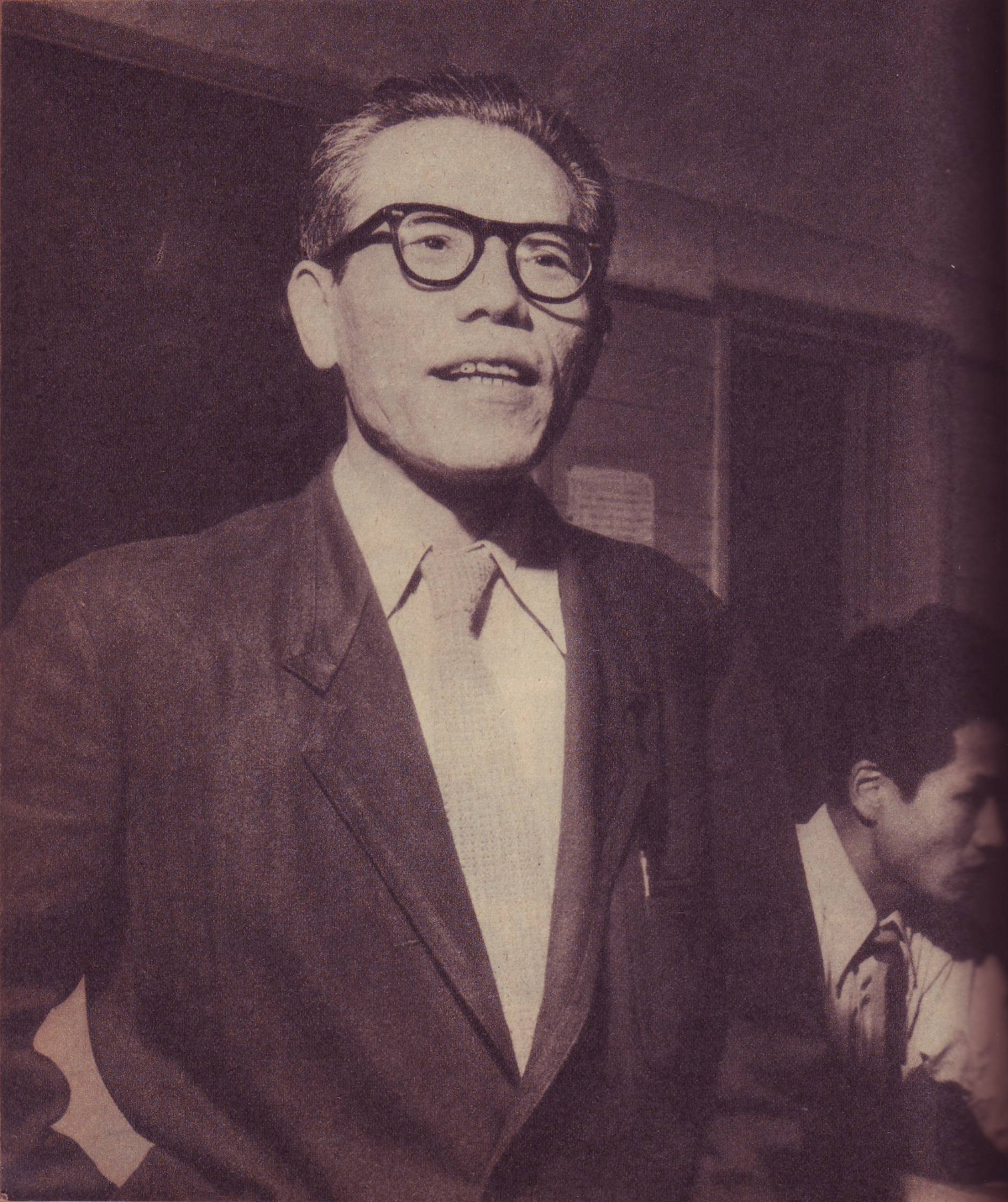
東野英治郎 / 9月8日没

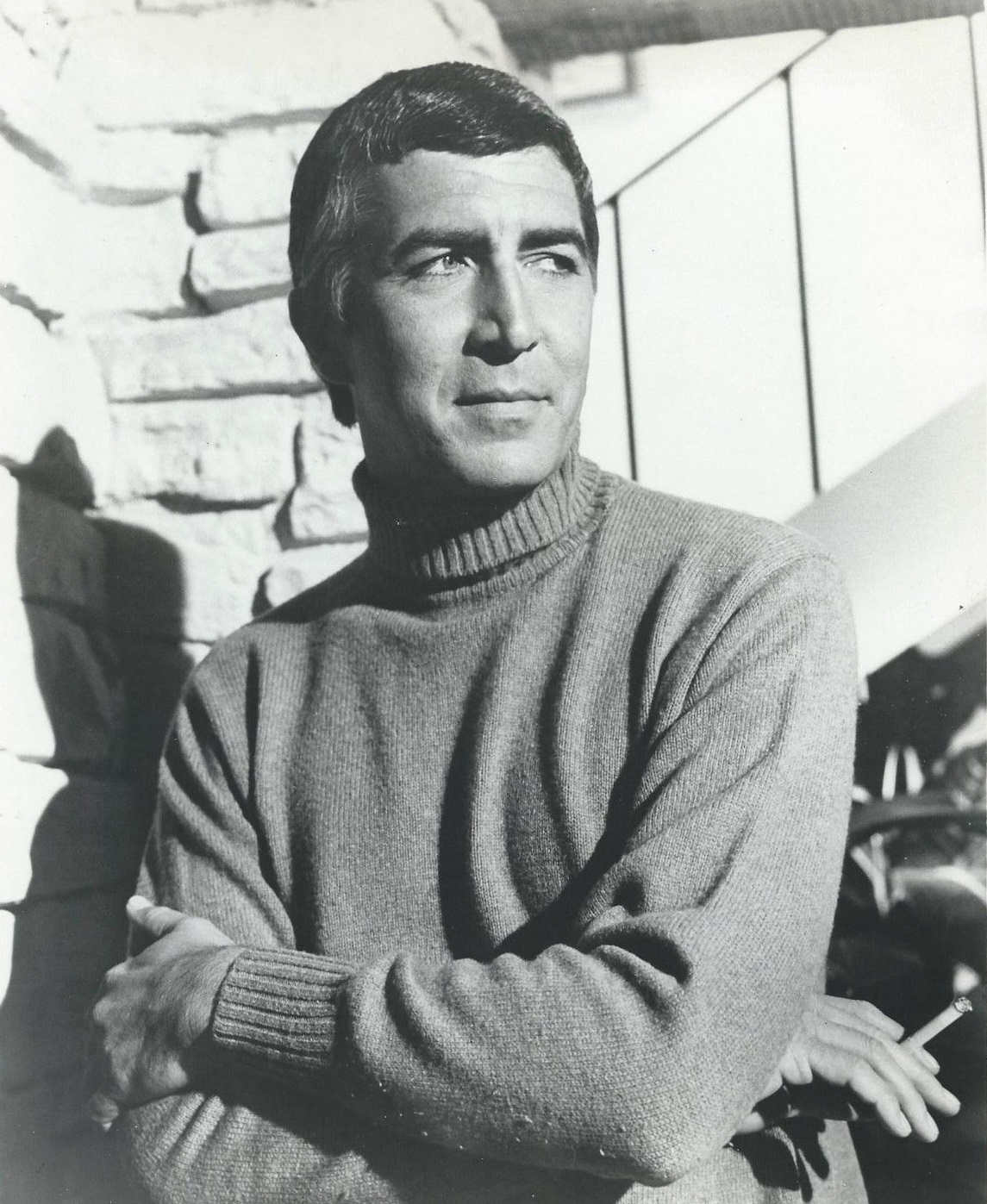
パトリック・オニール / 9月9日没

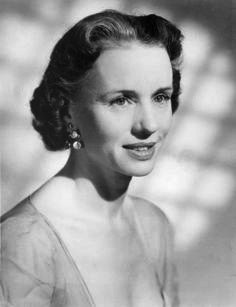
ジェシカ・タンディ / 9月11日没

- 9月6日 - ドゥッチョ・テッサリ、映画監督、脚本家 (* 1926年)
- 9月7日 - テレンス・ヤング、映画監督 (* 1915年)
- 9月7日 - 安浪栄基、日本の実業家、福岡放送元社長 (* 1915年)
- 9月8日 - 東野英治郎、俳優（* 1907年）
- 9月9日 - パトリック・オニール、俳優（* 1927年）
- 9月11日 - ジェシカ・タンディ、女優 (* 1909年)
- 9月11日 - マリアンヌ・ホルト、女優 (* 1933年)
- 9月12日 - 海原お浜、漫才師 (* 1916年)

## （16日 - 30日）

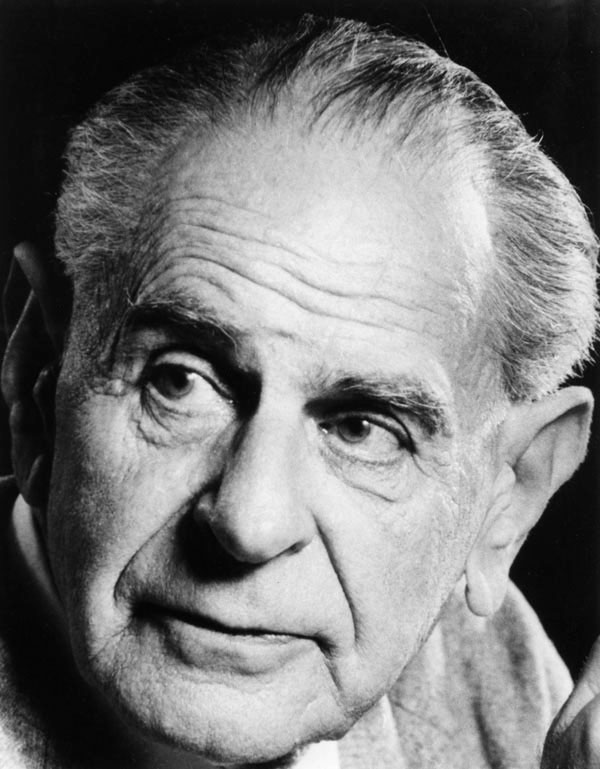
カール・ポパー / 9月17日没

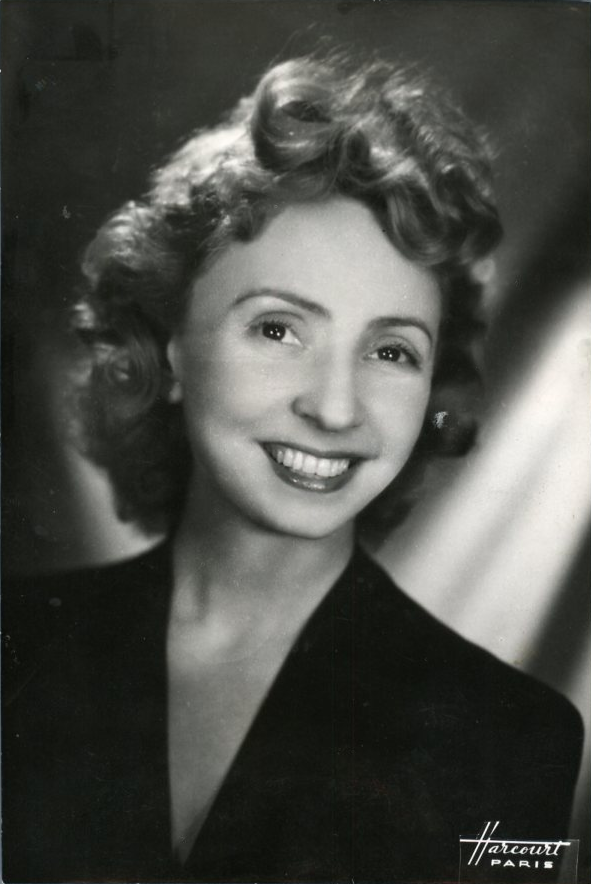
マドレーヌ・ルノー / 9月23日没

- 9月17日 - カール・ポパー、哲学者（* 1902年）
- 9月17日 - 中川勝彦、ミュージシャン（* 1962年）
- 9月18日 - 斎藤真一、洋画家、作家 (* 1922年)
- 9月19日 - 細野武男、法学者 (* 1912年)
- 9月23日 - マドレーヌ・ルノー、女優 (* 1900年)
- 9月23日 - 京塚昌子、女優（* 1930年）
- 9月28日 - 志賀健次郎、政治家・元防衛庁長官（* 1903年）